# 速解魔方
速解魔方是指以儘量最少的時間將魔術方塊復原的一項運動。速解魔方除了最常見的3×3×3魔方外，還涵蓋了其他層數的立方體魔方（如2×2×2、4×4×4）、其他形狀與結構的魔方、以及其他玩法如單手解、盲解等。目前世界魔方協會所舉辦與記錄的一共有17項速解魔方的比賽項目。

## 歷史
在2004年，速解玩家們成立了世界魔方協會，以規劃舉辦魔術方塊比賽、制定規則與記錄玩家成績。在2023年間，全球各地就舉辦了總共2135場速解魔方比賽。

## 術語

### 轉動代號
以下是大多數玩家以及世界魔方協會使用的轉動代號，用於紀錄公式與解法、生成隨機打亂等。
- 大寫的F、B、L、R、U、D分別代表前、後、左、右、上、下層，另外小寫的f、b、l、r、u、d代表連帶中間層一起轉動。中层則以M、S、E表示。
- 如果為順時針轉動90度，只需要寫出代號；若逆時針轉動90度，則在代號後加上“ ' ”或是“i”，比如上方第一層逆時針轉動90度，則記為「U'」或「Ui」；如果轉動180度，則是在代號號後加“2”，比如上方第一層轉動180度記為「U2」。

### 常見術語
- 階：阶数是指魔方每个边所具有的块数，比如三阶魔方每个边就有3个小块。
- 復原：指魔方從非原始狀態到原始狀態的過程。
- pop：指在復原中，魔方的部分零件從魔方脫離的情況。
- +2 : 指復原最后一步未对齐角度大于45度或在整个还原过程中因参赛者操作違反比賽規定而获得的加2秒惩罚。
- DNF：是「Did Not Finish」的缩写，指停止計時器時方塊尚未復原（魔方復原失敗），或玩家違反特定的比賽規則時的記錄代號。在多次尝试取平均成绩的輪數中算作最差成绩。
- DNS：是「Did Not Start」的缩写 ，指参赛选手在一轮中放弃尝试机会而并未开始还原的記錄代號，在多次尝试取平均成绩的輪數中算作最差成绩。
- sub-X：「在X秒以下」之意。例如：sub-20 就是指平均復原速度在20秒以下。
- pair：又稱「F2L pair」、「corner-edge pair」或「CE pair」，是CFOP解法中，對同一空槽中角塊和邊塊的集合稱呼，因需將其配對而得名。
- ZBLS：「Zborowski-Bruchem Last Slot」的縮寫，又稱ZBF2L，是F2L公式的其中一個公式子集（subset）。
- COLL：是OLL公式的其中一個公式子集（subset），用於將PLL縮減至EPLL子集的情況。

## 速解法
速解法為玩家速解時所使用的復原方式。以下列舉在速解魔術方塊玩家中最常見的主流解法。

### Fridrich Method (CFOP)
CFOP為四個步驟「Cross、F2L、OLL、PLL」的縮寫，由杰西卡·弗雷德里奇在1997年提出，以層先法的概念為基底，使用較大量的公式（119個公式）以在較少的步數內還原較多的塊體，從而縮短復原所需時間。CFOP因其直觀的解法取徑以及擁有高自由度與可變化性，在一般玩家與頂尖玩家中都是最多人使用的魔術方塊速解法。
其主要分为四个步骤：
- 十字 （Cross） ：將底層的四個邊塊復原，形成一個十字。此步驟不需要記憶公式。
- 完成前兩層（F2L，First 2 Layers）：做完十字後，前兩層會剩下的四個"空槽"，各由一個邊塊與一個角塊組成，此步驟利用公式在頂層分次將各空槽的邊塊與角塊配對，並放進空槽中。如不考慮特殊情形（當邊塊或角塊位於其他空槽內時），總共有41種可能的情況。
- 將最後一層頂面的顏色統一 （OLL，Orientation of Last Layer）：復原頂層顏色的朝向。總共有57種可能的情況，透過判別情況後以其對應的公式復原。
- 將最後一層側面的顏色統一 （PLL，Permutation of Last Layer）：復原頂層的排列。總共有21種可能的情況，透過判別情況後以其對應的公式復原。

|       |     |     |     |
| Cross | F2L | OLL | PLL |

### 桥式解法（Roux Method）
- 先在两个侧面下方各形成正确的2X3两块,
- 使顶面的四个角块归位
- 调整中间四个棱块和侧面两个棱块的朝向
- 左右侧面顶部的棱块归位
- 中间棱块和中心块归位
- 快速还原解法java动画教学 （页面存档备份，存于）-三阶魔方桥式快速还原解法教程

### 層先法 ( LBL，Layer by Layer )
層先法顧名思義，即為一層一層復原，需記憶的公式數量因變種而異，但大多不超過10個。是許多速解玩家入門的解法之一。
層先法分為以下幾個步驟：
- 還原第一層4個邊塊
- 還原第一層4個角塊
- 還原第二層4個邊塊
- 還原第三層的邊塊方向，使邊塊的頂層顏色朝上
- 還原第三層的角塊方向，使角塊的頂層顏色朝上
- 還原第三層的角塊位置
- 還原第三層的邊塊位置[3][4]

## 其他解法
此部分為較少玩家使用的其他解法。

### 8355法
由台灣的許技江自創的解法 （页面存档备份，存于） （页面存档备份，存于），設計對象為剛入門的新手玩家。8355法將三階魔方分成第一層的八個塊體、第二層的三個邊塊、其餘的五個邊塊與五個角塊。其步驟如下：
- 8：將第一層完成，但刻意留下一個角不復原，做為「工作區（Working Area）」。
- 3：利用工作區將第二層的三個邊放入。工作區的存在讓玩家能以不須公式、且步數較少的方式復原。
- 5：利用工作區將頂層與工作區的五個邊歸位。
- 5：重複使用基礎的交換公式將剩餘的五個角一一復原。

其中的「五邊」和「五角」兩步驟，也可以用於復原五魔術方塊的最後一層。

### 雙公式基本解
由台灣玩家洪啟倫所設計，改良自LBL解法。特色為僅需兩個公式，並結合記憶口訣。
 （页面存档备份，存于）
 （页面存档备份，存于）

### 角先法（Corner First）
角先方法是先將所有角塊歸位，再復原邊塊的方法。

### 棱先法（Edge First）
棱先方法是先將所有棱塊歸位，再復原角塊的方法。
- 棱先法 解法教學  （页面存档备份，存于）

### SCAF
SCAF（Six Cross And Finger shortcut）是台灣玩家賴寬祐的自創解法，其教學影片在Youtube上有超過30萬的觀看次數。 （页面存档备份，存于）

## 电脑解法
电脑没有记忆公式的困难，因此可以找出更佳的解法。2007年，電腦科學家古柏曼與他的學生用20台超級電腦花了8000個小時證明步數上界可改進為26步。Tomas Rokicki于2008年宣布证明了任何魔方可以在25步以内解开，而随后更減少至22步。
2010年，Tomas Rokicki和Morley Davidson等人的研究團隊證明任意的魔術方塊打亂狀態可以在20步內還原。

## 速解世界紀錄
截至2025年4月28日，各種魔術方塊速解比賽的世界魔術方塊協會（WCA）紀錄如下:
| 魔方類型        | 類型 | 時間（分;秒:百分秒） | 紀錄保持人與國籍        | 賽程                                         | 細節（分:秒.百分秒）                      |
| --------------- | ---- | -------------------- | ----------------------- | -------------------------------------------- | ----------------------------------------- |
| 3×3×3           | 單次 | 3.05                 | Xuanyi Geng (耿暄一)    | Shenyang Spring 2025                         |                                           |
| 3×3×3           | 平均 | 3.90                 | Yiheng Wang (王艺衡)    | Taizhou Open 2025                            | 3.83 / 4.25 / 3.62 / (3.35) / (4.97)      |
| 2×2×2           | 單次 | 0.43                 | Teodor Zajder           | Warsaw Cube Masters 2023                     |                                           |
| 2×2×2           | 平均 | 0.88                 | Yiheng Wang (王艺衡)    | Hangzhou Open 2024                           | (1.26) /(0.84) / 0.91 / 0.89 / 0.85       |
| 4×4×4           | 單次 | 15.71                | Max Park                | Colorado Mountain Tour - Evergreen 2024      |                                           |
| 4×4×4           | 平均 | 19.17                | Tymon Kolasiński        | Hvidovre NxN 2025                            | (22.21) / 19.55 / 18.95 / (17.84) / 19.01 |
| 5×5×5           | 單次 | 30.45                | Tymon Kolasiński        | Rubik's WCA Asian Championship 2024          |                                           |
| 5×5×5           | 平均 | 34.31                | Tymon Kolasiński        | WCA World Championship 2025                  | 36.46 / (36.67) / (31.67) / 33.11 / 33.36 |
| 6×6×6           | 單次 | 57.69                | Max Park                | Burbank Big Cubes 2025                       |                                           |
| 6×6×6           | 平均 | 1:05.66              | Max Park                | CubingUSA Western Championship 2024          | 1:09.34 / 1:09.61 / 58.03                 |
| 7×7×7           | 單次 | 1:34.15              | Max Park                | Rubik's WCA North American Championship 2024 |                                           |
| 7×7×7           | 平均 | 1:39.68              | Max Park                | Nub Open Yucaipa 2024                        | 1:36.19 /1:38.19 /1:44.65                 |
| 3×3×3盲解       | 單次 | 12.00                | Tommy Cherry            | Triton Tricubealon 2024                      |                                           |
| 3×3×3盲解       | 平均 | 14.05                | Tommy Cherry            | Rubik's WCA European Championship 2024       | 13.48 / 14.42 / 14.24                     |
| 3×3×3最少步數解 | 單次 | 16 步                | Sebastiano Tronto       | FMC 2019                                     |                                           |
| 3×3×3最少步數解 | 平均 | 19.67 步             | Radomił Baran           | 5BLD Masters Opole 2025                      | 22 / 20 / 17                              |
| 3×3×3單手解     | 單次 | 5.66                 | Dhruva Sai Meruva       | Swiss Nationals 2024                         |                                           |
| 3×3×3單手解     | 平均 | 7.72                 | Luke Garrett            | Chicagoland Newcomers 2025                   | 8.57 / 7.13 / (6.82) / 7.45 / (12.80)     |
| Rubik's Clock   | 單次 | 1.64                 | Volodymyr Kapustianskyi | Moorhead Madness 2025                        |                                           |
| Rubik's Clock   | 平均 | 2.28                 | Lachlan Gibson          | Puzzling Papatoetoe 2025                     | (2.20) / 2.22 / 2.26 / 2.36 / (2.65)      |
| Megaminx        | 單次 | 22.89                | Aidan Grainger          | Weston-super-Mare Spring 2025                |                                           |
| Megaminx        | 平均 | 25.36                | Timofei Tarasenko       | Central Asian Tour Astana 2025               | 24.61 / (23.39) / (30.66) / 24.49 / 26.98 |
| Pyraminx        | 單次 | 0.73                 | Simon Kellum            | Middleton Meetup Thursday 2023               |                                           |
| Pyraminx        | 平均 | 1.15                 | Sebastian Lee           | Maitland Spring 2024                         | 1.15 / (1.53) / 1.22 / (1.01) / 1.09      |
| Skewb           | 單次 | 0.75                 | Carter Kucala           | Going Fast in Grandview 2024                 |                                           |
| Skewb           | 平均 | 1.37                 | Ignacy Samselski        | CFL Justynów 2025                            | 1.22 / 1.43 / (1.16) / 1.46 / (2.93)      |
| Square 1        | 單次 | 3.41                 | Ryan Pilat              | Wichita Family ArtVenture 2024               |                                           |
| Square 1        | 平均 | 4.63                 | Sameer Aggarwal         | Cubing in Southern Oregon 2025               | (8.08) / 6.20 / (3.42) / 3.81 / 3.88      |
| 4×4×4盲解       | 單次 | 51.96                | Stanley Chapel          | 4BLD in a Madison Hall 2023                  |                                           |
| 4×4×4盲解       | 平均 | 59.39                | Stanley Chapel          | New York Multimate PBQ II 2025               | 57.83 / 1:04.79 / 55.54                   |
| 5×5×5盲解       | 單次 | 2:02.28              | Stanley Chapel          | Great Lakes Championship 2025                |                                           |
| 5×5×5盲解       | 平均 | 2:27.63              | Stanley Chapel          | Michigan Cubing Club Epsilon 2019            | 2:32.48 / 2:28.80 / 2:21.62               |
| 3×3×3多顆盲解   | 單次 | 59:50 (63/66)        | Rowe Hessler            | New York Multimate PBQ 2025                  |                                           |

## 外部連結
- 世界魔術方塊協會（WCA）官網 （页面存档备份，存于）
- 速解維基百科 （页面存档备份，存于）─所有速解魔方的技巧及術語
- Jessica Fridrich教授網頁（页面存档备份，存于）─目前最多人用的速解解法。
- 速解魔術方塊網站─教導Fridrich Method的中文網頁。